# Emil Wald
Ing. Dr.Tech  Emil Wald (12. dubna 1885, Kladno, Rakousko-Uhersko – 19. dubna 1955, Brno, Československo) byl pracovník Západomoravských elektráren. Věnoval se problematice námraz na elektrických vodičích.

## Život
Narodil se 12. dubna 1885 v rodině chemika kladenských železáren prof. Františka Walda jako druhý syn. Ve dvacátých letech 20. století působil ve Škodových závodech v Plzni. Od 1. dubna 1924 pracoval jako vedoucí provozního oddělení ve společnosti Západomoravské elektrárny. Díky technickým znalostem byl od roku 1927 jmenován místoředitelem a od roku 1938 působil jako ředitel sekce. 5. dubna 1935 byl na ČVUT promován doktorem technických věd. Spolupracoval s ing. B. Hrdličkou ze zeměpisného ústavu Masarykovy univerzity na výzkumu námrazy na elektrických vodičích a odvodil, že váha roste se čtvercem času. Stanovil váhu námrazků podle síly vodiče a místa, kde se vedení nachází. Pro ověřování poznatků bylo postaveno několik měřících stanic v Novém Městě na Moravě, v Rapoticích a v Předíně. Na základě těchto poznatků byly sestaveny mapy a vypracovány směrnice pro stavbu elektrických vedení v námrazových oblastech v Československé republice. Poznatky jsou platné i v současné době.

## Vojenská kariéra
V dubnu 1906 byl odveden a vojenskou službu vykonával jako jednoroční dobrovolník od října 1906 od října 1907. Následně v hodnosti poručík převeden do zálohy. Po vypuknutí 1. světové války reaktivován a od 1. července 1915 zařazen jako správce provozní telegrafní služby u 7. armádního velitelství. 4. března 1918 byl odeslán do telegrafního důstojnického kurzu ve Lvově, následně od 15. března 1918 jako velitel polní radiové stanice čís. 11. V prosinci 1920 byl převeden v hodnosti nadporučík do zálohy (veden u čs. telegrafního praporu č. III) a 31. prosince 1936 propuštěn z branné moci.

## Rodina
V listopadu 1912 si vzal za manželku Boženu Sládečkovou (nar. 1891), dceru zakladatele Sládečkova vlastivědného muzea. Narodily se mu dvě dcery Věra a Marie, Marie se provdala za moravského historika PhDr. Adolfa Turka. Jeho švagrem byl československý legionář Josef Šindelář. Je pohřben na Ústředním hřbitově v Brně.

## Publikace
- Wald E. (1952): Obsluha elektrických sítí. – Průmyslové vydavatelství, Praha, 136 s.
- Wald E. (1953): Jak měříme vydatnost námraz. - Časopis Energetika 12/1953